# La Padania
 La Padania war eine norditalienische Tageszeitung, die 1997 erstmals erschien. Die Parteizeitung der Lega Nord wurde in der deutschen Öffentlichkeit breiter bekannt, als sie ein Interview mit dem Lega-Politiker Stefano Stefani veröffentlichte, in dem er deutsche Touristen als „supernationalistische Blonde“ bezeichnete. Am 1. Dezember 2014 wurde die Zeitung eingestellt.